# Techint
Techint S.A. / Techint Compagnia Tecnica Internazionale S.p.A. (anteriormente llamada «Compagnia Tecnica Internazionale») es un grupo empresario multinacional ítalo-argentino creado por Agostino Rocca con sedes centrales en Milán y Buenos Aires. Posee operaciones en Argentina, Bolivia, Brasil, Chile, Canadá, Colombia, Ecuador, Estados Unidos, Guatemala, Indonesia, Italia, Japón, México, Perú, Rumania, Venezuela, Nigeria, Catar, Arabia Saudita, Emiratos Árabes Unidos, Egipto, Sudán, Uruguay y Trinidad y Tobago.
Es el mayor productor de acero de Argentina y el mayor productor global de tubos sin costura, usados principalmente en la industria petrolera. Es líder en las áreas de petroquímicos, refinería, minería, plantas industriales, plantas de tratamiento de aguas, tuberías, telecomunicaciones, tecnología de información, rutas y autopistas, terminales marinas, puentes, presas y aeropuertos. En 2023 tuvo una producción de acero de 14.8 millones de toneladas.
Se dedica principalmente a la producción de acero. Posee más de 100 empresas en todo el mundo, con una plantilla fija de 20 000 empleados repartidos por todos los continentes.
El Grupo Techint está conformado por las siguientes empresas:
- Tenaris
- Ternium
- Techint Ingeniería y Construcción
- Tenova
- Tecpetrol
- Humanitas

## Historia de la compañía

### Años 1960
A fines de los años 1960 Techint instaló una fábrica de laminado en frío en Ensenada, cerca de La Plata, siendo este el inicio de la operación integrada del negocio de sus empresas.

### Años 1970
A fines de los setenta, el intendente porteño de la dictadura militar, Osvaldo Cacciatore, tuvo como objetivo crear uno de los rellenos sanitarios del naciente CEAMSE, empresa pública que sigue controlando el manejo de la basura en la Capital Federal y la provincia de Buenos Aires. En ese momento, también aparecía la empresa Saneamiento y Urbanización S.A. (SYUSA), propiedad del emporio Rocca, dedicada a brindar «servicios de saneamiento público». En 1978, el CEAMSE y SYUSA firmaron un contrato de concesión por 20 años para que la empresa privada se encargara de operar el relleno sanitario situado en la localidad de Villa Domínico, entre Avellaneda y Quilmes.

### Años 1980

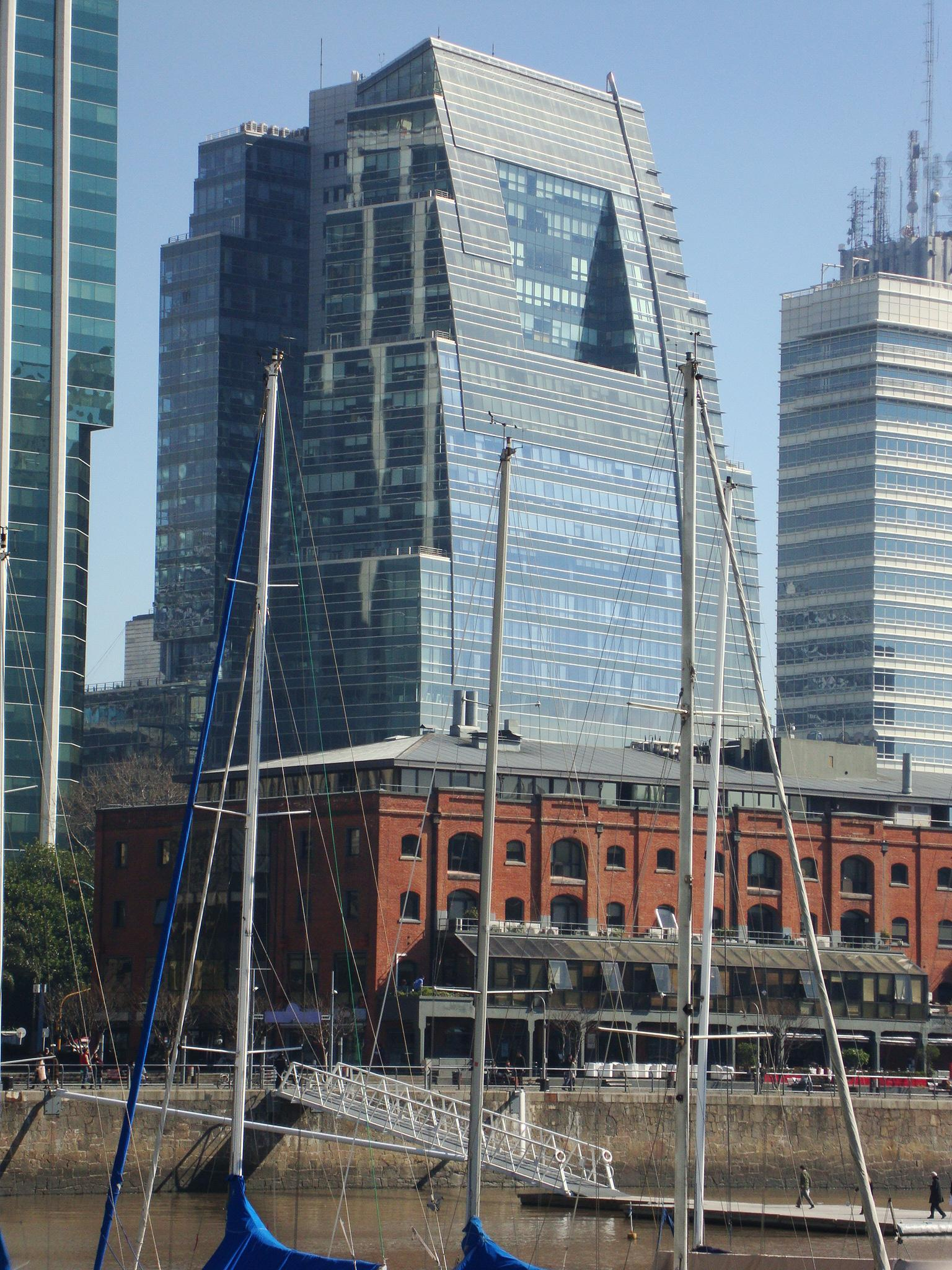
Sede Central de Techint ubicada en el barrio de San Nicolás, en Buenos Aires, Argentina

Durante esta década la compañía llega a China, Techint fue parte de los preparativos del golpe del 24 de marzo de 1976 pero tuvo su punto de mayor compromiso con la dictadura la noche del 22 de septiembre de 1976, conocida como “la noche de los tubos” donde grupos de tarea de la armada llevaron adelamge operativos represivos que terminaron con 75 desaparecidos. Se trataba de trabajadores de varias de las plantas siderúrgicas. Las investigaciones posteriores probaron que los Rocca cedieron terrenos para montar un centro clandestino, junto a una de las principales fábrica de Techint, y dispusieron de su puerto privado para embarcar detenidos y del edificio Catalinas de Techint para realizar reuniones con militares. 
En 1976 el grupo contaba con 30 empresas y en 1983, gracias a sus conexiones con la dictadura, sumaban 46. En 1981 el antiguo pasante de la empresa Domingo Cavallo estatizó la deuda privada de Techint por 352 millones de pesos transcurriendo sus pasivos al estado argentino
Comienzan a aparecer proyectos como el gasoducto Neuquén-Buenos Aires, de 1400 km en Argentina, un sistema de agua potable llamado Sistema Integrado Papallacta Empezaron a trabajar con plantas industriales en el tratamiento de residuos de centrales termoeléctricas y plantas siderúrgicas.

### Años 1990
Durante esta década, el negocio del grupo continuó diversificándose, con la creación de varias empresas de servicios, la mayoría de ellas para dar apoyo al trabajo de otras empresas dentro del grupo.
Se produce la compra de la empresa estatal Somisa, una de las principales fábricas siderúrgicas de Argentina. La empresa cambió el nombre de Somisa a Siderar (ubicada en Ramallo, Provincia de Buenos Aires) cuando fue privatizada, durante el gobierno de Carlos Menem. En su liquidación intervinieron los ministros de economía argentinos, quienes siguieron una hoja de ruta del Banco Mundial, que incluyó miles de despidos de trabajadores metalúrgicos.
Además, resalta en esta etapa el acuerdo firmado con el CEAMSE, que en un principio establecía que en retribución de la disposición de residuos, SYUSA recibiría «como total y única retribución las tarifas y el tercio de las tierras recuperadas», según la primera cláusula del documento. Sin embargo, durante los 90, a poco de finalizar la concesión, se modificaron algunos puntos: el Gobierno argentino permitió que SYUSA comenzara a acumular residuos verticalmente, lo que generó las contaminantes “montañas de basura”.[cita requerida] A la vez, se eliminaron todas las costosas obligaciones del contratista, referentes a la provisión de infraestructura vial, recreativa y deportiva sobre centenares de hectáreas rellenadas. También se alteró la forma de pago. En principio, por cada hectárea rellenada, la empresa de Techint se quedaría con un tercio de esa tierra. Pero el CEAMSE cambió nuevamente las reglas para beneficiar al comercio interior: ahora, SYUSA recibiría como retribución más hectáreas, debido a que la acumulación de basura en forma de montaña permitía una mayor cantidad de residuos en el mismo espacio. El convenio firmado en los años del gobierno pedía a que la empresa de Techint podría quedarse solo con las tierras rellenadas. Sin embargo, con el cambio propiciado por el menemismo, SYUSA logró apropiarse de 232 hectáreas costeras, a la vera del río, que nunca fueron afectadas por la disposición de residuos. Es decir, un inmenso terreno cubierto por una hermosa selva marginal declarada Reserva Ecológica, donde no hay residuos y las tierras poseen un altísimo valor económico, donde hoy Techint planea crear su propio “Puerto Madero”. Solo la venta de los terrenos le asegurará a Techint ingresos por hasta 300 mil dólares la hectárea, es decir, un total de más de U$S 100 millones.
Conforme a la documentación existente en la Dirección de Catastro y en la Legislatura de la Ciudad Autónoma de Buenos Aires, estas tierras de la Reserva Ecológica son rellenos producto de la acumulación de los escombros producidos por la demolición de edificios durante la época de la construcción de las autopistas urbanas de Buenos Aires, y en la zona sur lo que fuera en los sesenta el proyecto de la Ciudad Deportiva de Boca Juniors. Terrenos que durante muchos años estuvieran totalmente olvidados y abandonados. Con las crecientes de río, inundaciones, arribo de material arrastrado y animales que encontraron en el sitio un ecosistema propicio, transformaron este enorme basural a cielo abierto en un pulmón verde donde hoy y gracias a la legislación de la Ciudad Autónoma de Buenos Aires, son área de usos especiales no apto para ningún negocio inmobiliario. La documentación desestima cualquier uso que pueda cambiar el destino y propietario, no siendo este el grupo Techint.
En los '90 se destaca también el crecimiento de operaciones de origen petrolero en países latinoamericanos: Venezuela, Bolivia, Brasil, Ecuador, México y Perú.

### Años 2000
En abril de 2008, las empresas del grupo en territorio venezolano fueron estatizadas, generando una polémica comercial, con un respectivo pedido de remuneración por parte del estado a la empresa.
En 2008 sus beneficios llegaron a 1.750 millones de pesos en los tres primeros trimestres del año, lo cual constituye un récord en los 18 años posteriores a su enajenación.
Durante el año 2009 incorporó SPIJ, una planta siderúrgica en Indonesia.
En 2016, Techint superó los 45.000 empleados, que se reparten en las más de 100 empresas del grupo.